# Зирекло
Зирекло — село в Шарлыкском районе Оренбургской области в составе Путятинского сельсовета.

## География
Находится на расстоянии примерно 35 километров на север от районного центра села Шарлык.

## История
Село возникло во второй половине XVIII века. Основателями были татары, выходцы из Башкирии. Название от татарского слова «зирек» — ольха.

## Социальные объекты
В селе действует клуб, магазин, почтовое отделение, библиотека и медицинский пункт. До 2019 года работала Зиреклинская основная школа.

## Население
Население составляло 183 человек в 2002 году (татары 96 %), 153 по переписи 2010 года.